# Catherine-Jeanne Dupré

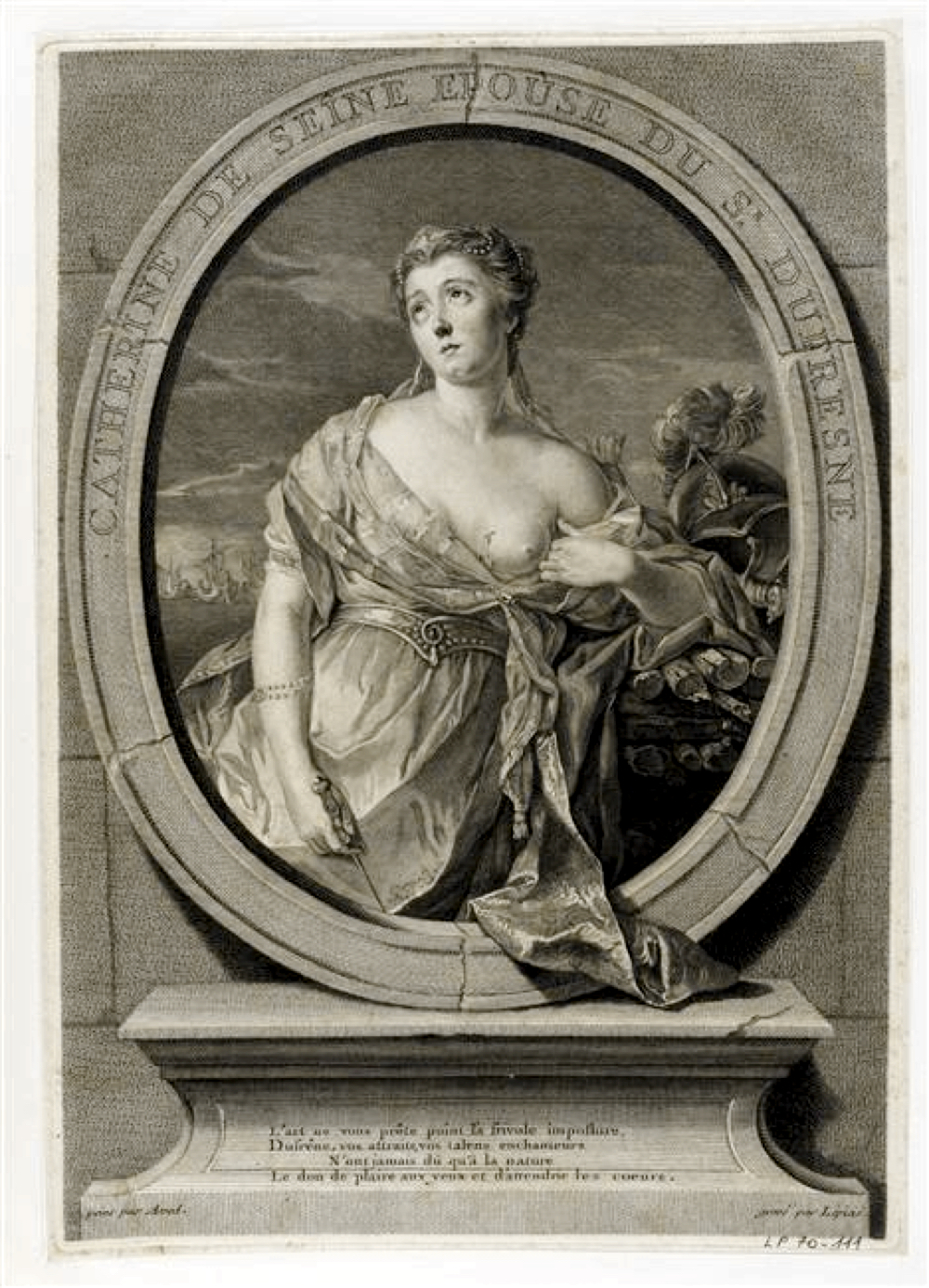
Madame Quinault-Dufresne von Joseph Aved (Kupferstich von François-Bernard Lépicié)

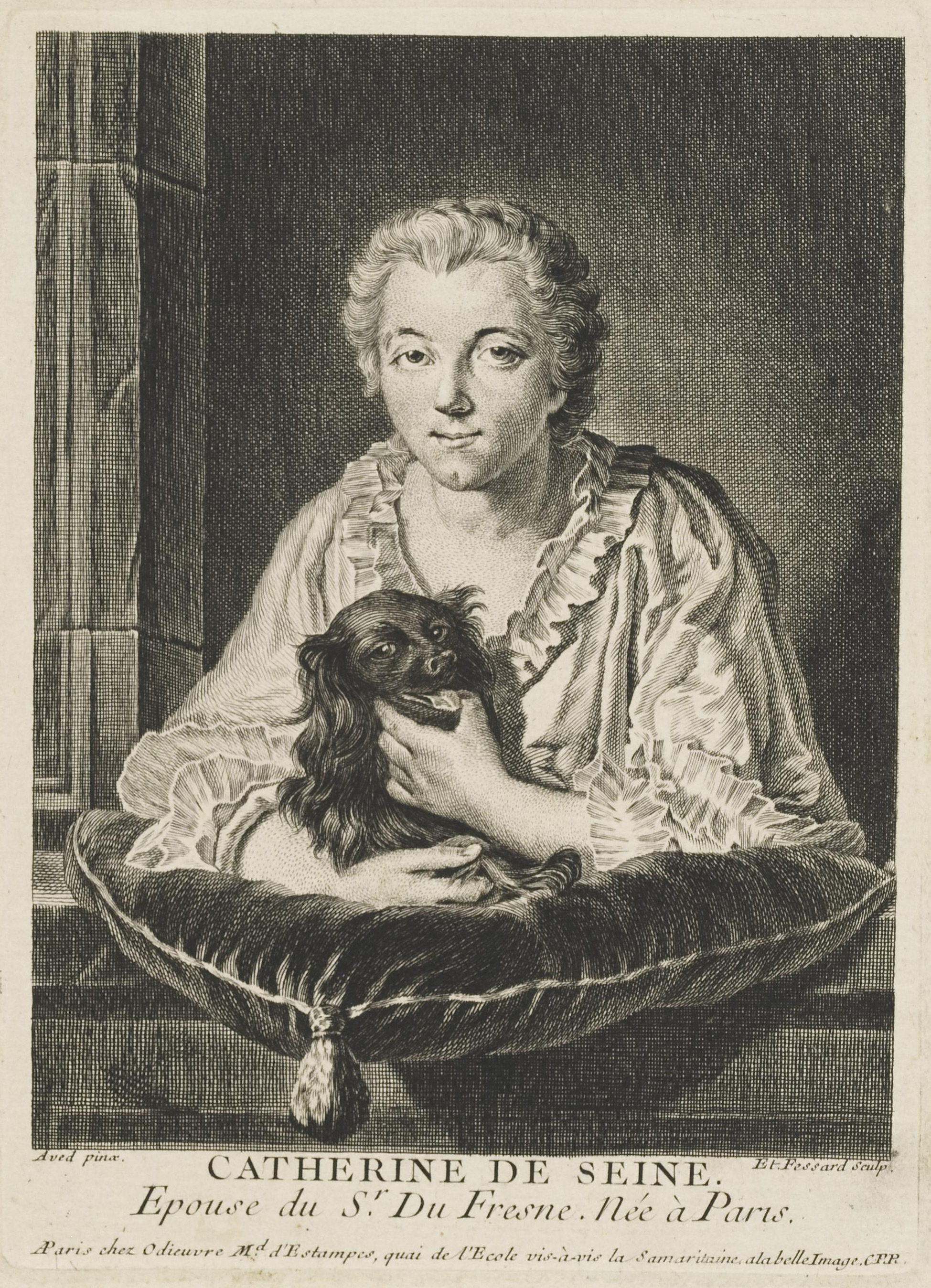
„Catherine de Seine“ von Joseph Aved (Kupferstich von Étienne Fessard)

Catherine-Marie-Jeanne Dupré Deseine (* 5. September 1705 in Paris; † 15. Juli 1767 in Saint-Germain-en-Laye) auch Mme Quinault-Dufresne oder mit ihrem Künstlernamen Mlle de Seine war eine französische Schauspielerin.

## Leben und Wirken
Mme Quinault-Dufresne hatte am 7. November 1724 in Fontainebleau ihr Debüt in der Rolle der Hermine in einer Tragödie in fünf Akten, der Andromache von Jean Racine (1639–1699).
Später, am 5. Januar 1725, trat sie an der Comédie-Française in derselben Rolle unter ihren Künstlernamen Mlle Dupré de Seine erneut auf.
Im Jahre 1725 spielte sie in einem sehr dekorativen Kostüm vor dem französischen König Ludwig XV. Sie kreierte die Dido in dem Werk „Didon“, einer Tragödie (1734) von Jean-Jacques Lefranc de Pompignan.
Am 20. Mai 1727 heiratete sie in Lyon den Schauspieler Abraham-Alexis Quinault (1693–1767) oder Quinault-Dufresne. Der Vater ihres Ehemanns war der französische Schauspieler Jean Quinault (1656–1728) aus Bourges.
Das Paar hatte eine uneheliche Tochter namens Jeanne-Catherine Quinault.
Sie zog sich im Jahre 1732 aus dem Bühnenleben zurück und ging in den folgenden Jahren, ab März 1736 mit einer Pension von 1000 Livre, endgültig in den Ruhestand.